# Mário José dos Reis Emiliano
Mário José dos Reis Emiliano, detto Marinho (Belo Horizonte, 8 dicembre 1954 – Belo Horizonte, 15 giugno 2020), è stato un allenatore di calcio e calciatore brasiliano, di ruolo centrocampista.

## Caratteristiche tecniche
Giocava come centrocampista offensivo.

## Carriera

### Club
Nato nella capitale mineira, Belo Horizonte, crebbe nell'Atlético Mineiro e venne lanciato dall'allenatore Barbatana. Nel 1976, Marinho iniziò a mettersi in evidenza, giocando per le giovanili del Brasile e partecipando a Montréal 1976.
Arrivò al Bangu nel 1983, in uno scambio con l'América de São José do Rio Preto comprendente Dreyfuss, Vilmar e 40 000 cruzeiros. Rimase al club dello Stato di Rio fino al 1987 passando al Botafogo l'anno seguente, insieme a Paulinho Criciúma e Mauro Galvão, ma la sua carriera fu segnata da tragedie familiari: il figlio Marlon morì a un anno e sette mesi il 12 febbraio 1988, affogando nella piscina della casa di Marinho mentre stava concedendo un'intervista ad un'emittente televisiva, e a dodici anni aveva perso la sorella Irene mentre lo stava andando a prendere dopo un allenamento con le giovanili dell'Atlético Mineiro.

### Nazionale
Ha giocato 2 partite per il Brasile nel 1986, segnando una rete.

### Allenatore
Dopo essersi ritirato allenò le giovanili del Ceres, lavorò come vice del Bangu, durante la Copa Rio 2009, allenando poi la Juventus Futebol Clube, nella Terceira Divisão Carioca nello stesso anno.

## Palmarès

### Club

#### Competizioni nazionali
- Campionato Mineiro: 1

Atlético-MG: 1976
- Taça Rio: 1

Botafogo: 1987
- Campionato Carioca: 2

Botafogo: 1989, 1990

### Individuale
- Bola de Ouro: 1

1985